# Soledad Sevilla

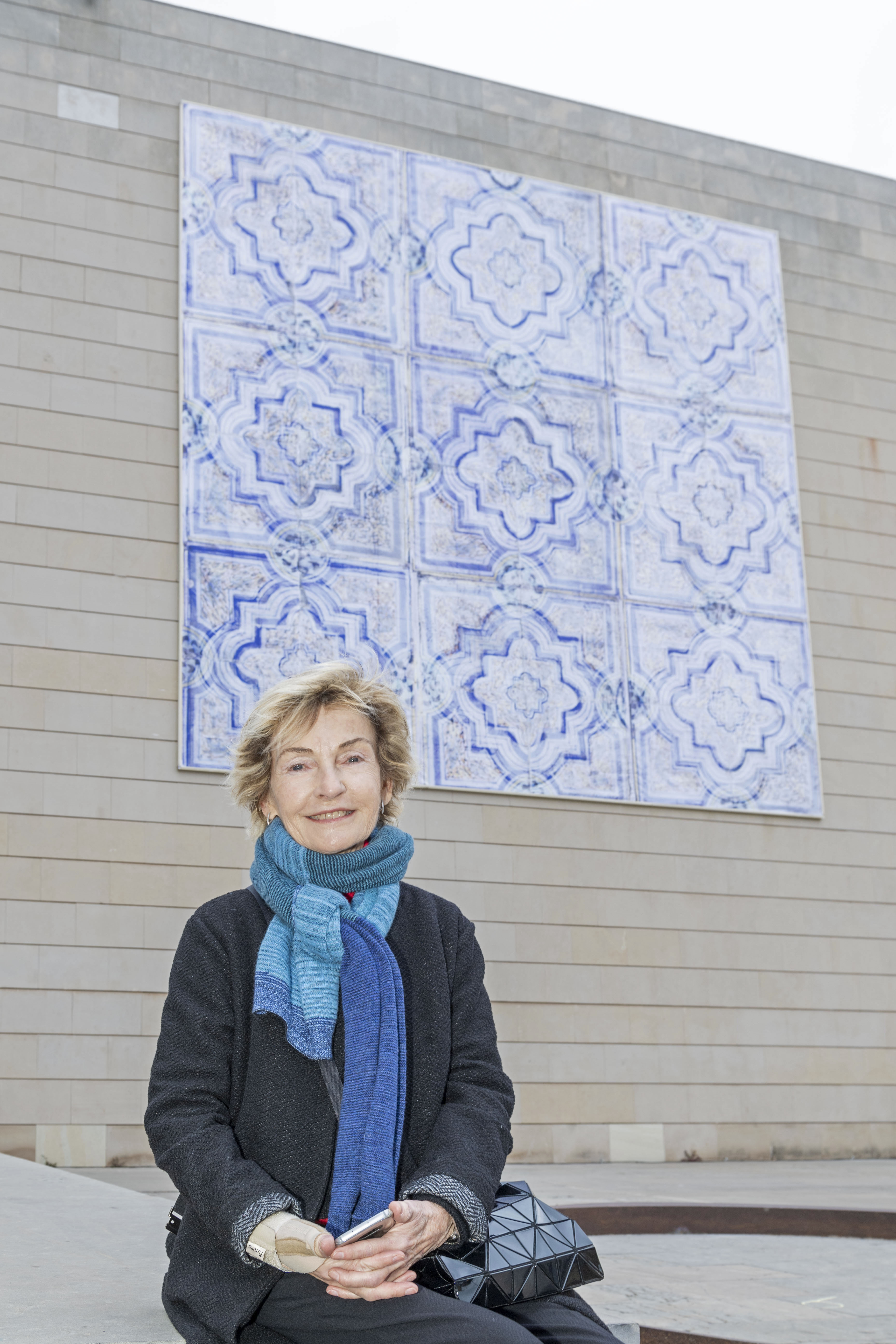
Soledad Sevilla vor einem ihrer Werke am Institut Valencià d’Art Modern, 2019

Soledad Sevilla Portillo (* 1944 in Valencia) ist eine spanische Malerin und Installationskünstlerin. Sie ist bekannt für ihre großformatigen abstrakten Gemälde und Installationen.

## Leben und Werk

### Die Anfänge
Soledad Sevilla wuchs in einer Familie mit drei Brüdern und zwei Schwestern auf. Ihren eigenen Worten zufolge hatte sie schon in der Kindheit den Wunsch, Künstlerin zu werden, und verbrachte einen großen Teil ihrer Zeit mit Malen und Zeichnen. Im Alter von 11 Jahren kopierte sie die Darstellung des Haupts aus dem Gemälde Christus am Kreuz von Diego Velázquez. Freunde der Familie rieten zu einem Kunststudium. Die franquistisch eingestellten Eltern sträubten sich zunächst dagegen, weil ihnen die Nacktheit von Frauen im Kunstbetrieb widerstrebte. Sie löste sich jedoch aus dem autoritären Elternhaus und studierte an der Real Academia Catalana de Bellas Artes de San Jorge in Barcelona und anschließend in Madrid.
Bereits in sehr jungem Alter heiratete sie den Architekten José Miguel de Prada Poole. Die Ehe hatte 22 Jahre Bestand, und es gingen zwei Kinder daraus hervor. In den ersten Jahren ihrer Laufbahn behinderte die Kindererziehung ihr Fortkommen. Sie konnte zwar malen, aber nur in ihrer Wohnung und nicht im Atelier, wie ihre Freunde, deren Karriere bereits begonnen hatte. Sie konnte sich jedoch nicht um Öffentlichkeit und Ausstellungen kümmern und musste gegen den Ruf ankämpfen, eine Amateurin zu sein. Als sie 1968 ihre künstlerische Laufbahn begann, suchte sie ihren eigenen Stil, abweichend zu der in Spanien vorherrschenden akademischen Lehre mit ihren expressionistischen Strömungen. Im Gegensatz dazu orientierte sie sich an der sogenannten normativen Kunst, die auf serieller Form, farblicher Reinheit und Ablehnung der Subjektivität beruht.
Sie begann mit Arbeiten, die dem Minimalismus zugeordnet werden können. 1969 beteiligte sie sich an einem zweiteiligen Seminar am Rechenzentrum der Universidad Complutense de Madrid, einem der ersten Institute, an denen in Spanien Informatik betrieben wurde. Die Mitglieder der Gruppe erforschten die maschinelle Erzeugung geometrischer und lyrischer Abstraktionen. Beide Teile des Seminars mündeten in Ausstellungen in Madrid und der zweite Teil auch in Sevilla. Im Katalog zur Ausstellung in Sevilla ist ihre Arbeitsweise so beschrieben:

„Soledad Sevilla hace pintura modular (…) pero para ella no tiene vigencia ninguna ley de continuidad, sino que se trata de leyes rítmicas. Ella parte de un módulo único que, por superposición consigo mismo, produce toda una serie de unidades de segundo orden con las que construye sus cuadros en materiales plásticos.“

„Soledad Sevilla macht modulare Bilder (…), aber für sie gibt es kein Gesetz der Kontinuität, sondern eher rhythmische Gesetze. Sie geht von einem einzigen Modul aus, das durch Überlagerung mit sich selbst eine Reihe von Einheiten zweiter Ordnung erzeugt, mit denen sie ihre Bilder in plastischen Formen konstruiert.“

### Bilder und Installationen
In den 1970er Jahren malte sie Bilder mit geometrischen Linien und Rastern, die der Op-Art zugeordnet werden können. Den Anstoß gaben ihre Freunde José María Iturralde und Jordi Teixidor. Künstlerische Vorbilder der drei waren Victor Vasarely und François Morellet.
1979 wurde sie mit einem Stipendium der Stiftung Juan March gefördert. Ein weiteres Stipendium, diesmal vom Centro de Promoción de las Artes Plásticas e Investigación de las Nuevas Formas Expresivas, erhielt sie im Folgejahr. Ein Aufenthalt in Boston von 1980 bis 1982 wurde vom Comité Conjunto Hispano Norteamericano para Asuntos Culturales gefördert. Ein viertes Stipendium unterstützte ihre Arbeit an der Harvard University. Dort entstand die Serie Las Meninas, eine Interpretation des gleichnamigen Werks von Diego Velázquez auf der Grundlage einer Rasterstruktur.
Während ihres Aufenthaltes in den Vereinigten Staaten entstand 1980 ihre erste Rauminstallation, M.I.T line. Damit wollte sie aus dem begrenzten Format von zweidimensionalen Werken ausbrechen. In Anlehnung an das Werk von Sol LeWitt verteilte sie große, mit geometrischen Mustern versehene Papierrollen auf Wände, Böden und Decken.
Sie selbst begründete ihr Interesse an dieser Kunstform so:

«El sentido efímero es perfecto: ocurre y desaparece. Eso no se había dado en la plástica hasta el siglo XX y es un experimento que me interesa muchísimo, porque muchas veces me pesa la acumulación de elementos y de objetos. El que la instalación se produzca en un tiempo y un espacio y después ya solamente quedé el recuerdo le añade una poética llena de sugerencia.»

„Der flüchtige Aspekt ist perfekt: Es passiert und verschwindet. Das gab es in der bildenden Kunst bis zum 20. Jahrhundert nicht, und es ist ein Experiment, das mich äußerst stark interessiert, weil mich die Anhäufung von Elementen und Objekten oft belastet. Dass die Installation in einer bestimmten Zeit und einem bestimmten Raum stattfindet und dann nur noch die Erinnerung bleibt, verleiht ihr eine eindrucksvolle Poesie.“

Gleichwohl betonte sie, dass ihr die Malerei weiterhin wichtig sei. Wenn sie zu wählen habe zwischen Malerei und Installationskunst, würde sie auf Letztere zugunsten der Malerei verzichten.
Nach Spanien zurückgekehrt schuf sie weitere Rauminstallationen. In Leche y sangre bedeckte sie die Wände der Galerie mit roten Nelken. Mit deren Welken erschien das Weiß der Wände. Mitte der achtziger Jahre konzentrierte sie sich in ihrer Arbeit auf die Landschaft und auf die kulturelle Wahrnehmung und Erinnerung.  Die Serie La Alhambra von 1984–1986 ist eine Interpretation des Nasridenpalasts auf der Grundlage eines Rasters. In den darauf folgenden Installationen und Serien wurde das Licht zum entscheidenden Element. 1992 projizierte sie in der Burg von Vélez-Blanco Reproduktionen des Renaissance-Portikus, der sich heute im Metropolitan Museum of Art in New York befindet, auf die kahlen Wände. In anderen Installationen verwendete sie Kupfer- und Baumwollfäden, die durch eine passende Beleuchtung wie Lichtstrahlen wirkten. In einem späteren Werk rieselten Wassertropfen langsam an Kupferdrähten herunter. Aus ihren Installationen entstanden Bildserien als bleibende Reminiszenzen. Beispielsweise ist die Serie zu Vélez Blanco im Museo Reina Sofía in Madrid ausgestellt.

### Spätere Arbeiten und Anerkennung
1993 erhielt sie den Premio Nacional de Artes Plásticas. Gegen Ende der 1990er Jahre verschwand das Raster als aus ihren Werken. Eine geometrische Grundstruktur blieb jedoch erhalten; sie ergab sich beispielsweise durch pflanzliche Formen, insbesondere von Blättern. Aufsehen erregte 2000 ihre doppelsinnige Arbeit El Rompido, die einerseits einen gewaltigen Riss an einer rund 10 m hohen Wand darstellt, andererseits an eine aufgegebene Almadraba in El Rompido und damit den Niedergang des Tunfischfangs in Andalusien erinnern soll. 2007 erhielt sie die Goldmedaille für Verdienste um die Schönen Künste und den Premio José González de la Peña der Real Academia de Bellas Artes de San Fernando.
Spätere Arbeiten behandeln die Idee des Fensters als Bildraum und setzen sich mit den Texturen hölzerner und metallischer Oberflächen auseinander. Ihre Bildserien Los apóstoles de Rubens und Retablo sind Beispiele großformatiger Arbeiten, denen die Textur von Holz zugrunde liegt. 2018 war ihre Skulptur Sin título von 1971–1972 aus bemaltem Methacrylat Teil der Ausstellung El poder del arte , die anlässlich des 40-jährigen Bestehens der spanischen Verfassung im Congreso de los Diputados und im Senado stattfand. 2019 widmete ihr das Institut Valencià d’Art Modern eine große Retrospektive. In jüngster Zeit wandte sie sich mehr der Leinwand als den großen Formaten zu, wobei jedoch die Einzelbilder einer großen Serie wiederum eine räumliche oder lineare Struktur aufspannen.
Soledad Sevilla lebt und arbeitet in Granada und lehrt an der dortigen Universität. Seit geraumer Zeit arbeitet mit dem Centro Andaluz de Arte Contemporáneo in Sevilla zusammen. 2020 schenkte sie ihrer Wahlheimat Andalusien eine Auswahl ihrer Werke. Im selben Jahr verlieh ihr das spanische Ministerium für Kultur den mit 100.000 Euro dotierten Premio Velázquez für Bildende Kunst.
Nach ihrer Ehe mit José Miguel de Prada Poole wurde der Fotograf Miguel Bargalló ihr Lebenspartner. Die Beziehung dauerte 21 Jahre, bis sein Tod an Krebs ihr ein Ende setzte.

## Ausstellungen

### Dauerhafte Ausstellungen
Soledad Sevilla ist mit ihren Werken in einer Vielzahl spanischer und internationaler Museen und Institutionen vertreten, beispielsweise im Museo Reina Sofía in Madrid, im Europäischen Parlament, in der Sammlung Patrimonio Nacional, im Institut Valencià d’Art Modern, und am Centro Andaluz de Arte Contemporáneo in Sevilla.

### Temporäre Ausstellungen (Auswahl)
| Jahr          | Institution                                                          | Ort                | Titel / Kommentar                                                                    | Typ                      |
| ------------- | -------------------------------------------------------------------- | ------------------ | ------------------------------------------------------------------------------------ | ------------------------ |
| 1969          | Galería Trilce                                                       | Barcelona          | Erste individuelle Ausstellung                                                       | Einzelausstellung        |
| 1969          | Rechenzentrum der Universidad Complutense de Madrid                  | Madrid             | Formas computables                                                                   | Gemeinschaftsausstellung |
| 1971          | Ateneo de Madrid                                                     | Madrid             | Formas computadas                                                                    | Gemeinschaftsausstellung |
| 1971          | Museo de Arte Brasileira da FAAP (Fundaçao Armando Álvares Penteado) | Sao Paulo          | Exposición Arteonica. O uso criativo de meios eletronicos nas artes                  | Gemeinschaftsausstellung |
| 1971          | Museo de Arte Contemporáneo                                          | Sevilla            | Gráfica española actual                                                              | Gemeinschaftsausstellung |
| 1971          | Goethe-Institut                                                      | Madrid             | Impulsos: arte y computador. Grafismos-plástica-música-cine                          | Gemeinschaftsausstellung |
| 1971          | Lunds Konsthall                                                      | Lund, Schweden     | Spanskt                                                                              | Gemeinschaftsausstellung |
| 1976          | La Galleri Ferm                                                      | Malmö              | Erste individuelle Ausstellung außerhalb Spaniens                                    | Einzelausstellung        |
| 1979          | XI Festival International de la Peinture                             | Cagnes-sur-Mer     |                                                                                      | Teilnahme                |
| 1980          | Muzej Savremene Umetnosti                                            | Belgrad            | Medunarodna Izlozba Likovnih Umetnosti (colectiva)                                   | Gemeinschaftsausstellung |
| 1980–1982     | Wanderausstellung                                                    | Lateinamerika      | Línea, espacio y expresión en la pintura española actual                             | Gemeinschaftsausstellung |
| 1981          | Massachusetts College of Art and Design                              | Boston             |                                                                                      | Einzelausstellung        |
| 1981          | Museo Español de Arte Contemporáneo                                  | Madrid             | Salón de los 16                                                                      | Gemeinschaftsausstellung |
| 1982          | Fundación Juan March                                                 | Madrid             | VII Exposición de Becarios de Artes Plásticas                                        | Gemeinschaftsausstellung |
| 1984          | Museo de Bellas Artes de Asturias                                    | Oviedo             | IV Bienal Nacional de Arte Ciudad de Oviedo                                          | Teilnahme                |
| 1985          | Centro Cultural Manuel de Falla                                      | Granada            | Installation Las Meninas                                                             | Einzelausstellung        |
| 1985          | Museo de Bellas Artes de Málaga                                      | Málaga             |                                                                                      | Einzelausstellung        |
| 1985          | Museo de Arte Contemporáneo                                          | Sevilla            |                                                                                      | Einzelausstellung        |
| 1985 und 1989 | Fundación Juan March                                                 | Madrid             | Arte español contemporáneo. Colección de la Fundación Juan March                     | Gemeinschaftsausstellung |
| 1987          | Galería Montenegro y Fundación Rodríguez Acosta                      | Madrid und Granada | Serie Alhambra                                                                       | Einzelausstellung        |
| 1988          | Rotonda di Via Besana und Studio Marconi                             | Mailand            | Spagna oggi. Artisti spagnoli contemporanei                                          | Gemeinschaftsausstellung |
| 1989          | Wanderausstellung                                                    | Deutschland        | Spanische Malerei und Skulptur von 1960 bis zur Gegenwart                            | Gemeinschaftsausstellung |
| 1971          | Wanderausstellung der Casa de la Cultura                             | Vereinigte Staaten | Imágenes líricas. New Spanish visions                                                | Gemeinschaftsausstellung |
| 1991          | Galería Soledad Lorenzo                                              | Madrid             | Installation: En Soledad, la que recita la poesía es ella                            | Einzelausstellung        |
| 1993          | Museo Marugame Hirai                                                 | Japan              | Installation: Soledad Granada                                                        | Einzelausstellung        |
| 1994          | Instituto Cervantes                                                  | Roma               | La voz del género. La voce del genere. Cristina Iglesias, Eva Lootz, Soledad Sevilla | Gemeinschaftsausstellung |
| 1995          | Palacio de Velázquez                                                 | Madrid             | Retrospektive                                                                        | Einzelausstellung        |
| 1995          | Palacio de los Condes de Gabia                                       | Zagreb             | Granada de fondo. Colección Diputación de Granada                                    | Gemeinschaftsausstellung |
| 1999          | Palacio de Madrazo                                                   | Granada            | Installation: El tiempo vuela                                                        | Einzelausstellung        |
| 2000          | Koldo Mitxelena Kulturunea                                           | San Sebastián      | Soledad Sevilla. Lur                                                                 | Einzelausstellung        |
| 2001          | Institut Valencià d’Art Modern                                       | Valencia           | Retrospektive: Soledad Sevilla. El espacio y el recinto                              | Einzelausstellung        |
| 2003          | Kunstmuseum aan Zee                                                  | Ostende            | De tuinen van Granada                                                                | Gemeinschaftsausstellung |
| 2003          | Museo Municipal de Bellas Artes                                      | Santander          | Aena. Colección de Arte Contemporáneo                                                | Gemeinschaftsausstellung |
| 2003          | CaixaForum                                                           | Barcelona          | Installation: Temporada de lágrimas                                                  | Einzelausstellung        |
| 2005          | Centro Andaluz de Arte Contemporáneo                                 | Sevilla            | Modelos, estructuras, formas. España 1957–1979                                       | Gemeinschaftsausstellung |
| 2006          | Centro Andaluz de Arte Contemporáneo                                 | Sevilla            | Colección 2006                                                                       | Gemeinschaftsausstellung |
| 2007          | Museo del Prado                                                      | Madrid             | Gemeinschaftsausstellung: Doce artistas en el Museo del Prado                        | Gemeinschaftsausstellung |
| 2012          | Museo Reina Sofía                                                    | Madrid             | Escrito en los cuerpos celestes                                                      | Einzelausstellung        |
| 2018          | Kongress und Abgeordnetenhaus                                        | Madrid             | El poder en el arte. Ausstellung zum 40-jährigen Jahrestag der spanischen Verfassung | Gemeinschaftsausstellung |
| 2019          | Institut Valencià d’Art Modern                                       | Valencia           | Retrospektive                                                                        | Einzelausstellung        |
| 2021          | Museo Patio Herreriano                                               | Valladolid         | Los días de Pessoa                                                                   | Einzelausstellung        |

## Auszeichnungen
- 1979: der Fundación Juan March für künstlerisches Schaffen in Spanien.[13]
- 1980: Stipendium des Centro de Promoción de las Artes Plásticas e Investigación de Nuevas Formas Expresivas, verliehen von spanischen Ministerium für Kultur.[13]
- 1980–1982: Stipendium des Comité Conjunto Hispano Norteamericano para Asuntos Culturales.[13]
- 1993: Premio Nacional de Artes Plásticas.[43]
- 2007: Goldene Verdienstmedaille für bildende Kunst.[44]
- 2007: Premio Alfons Roig der Stadt Valencia.[45]
- 2007: Medalla José María Rodríguez-Acosta der Academia de Bellas Artes de Granada.[4]
- 2008: Premio Barón de Forna der Real Academia de Bellas Artes de San Fernando.[46]
- 2014: Premio Arte y Mecenazgo, verliehen vom Caixaforum.[47]
- 2018: Premio GAC – Noche del Galerismo.[48]
- 2020: Doktorin honoris causa der Universidad de Granada[49]
- 2020: Premio Velázquez.[13][37]